# Список пакетів GNU
Набір пакетів програмного забезпечення що було розроблено або підтримується Фондом вільного програмного забезпечення в рамках проекту GNU.

## Що означає пакунок GNU
В 2013 році, Річард Столмен визначив дев’ять аспектів, які загалом стосуються того, щоб пакунок вважався пакунком GNU, але зазначив, що можливі винятки та гнучкість у випадку вагомих причин:
1. У пакунку має бути зазначено, що це пакунок GNU.
2. Пакунок розповсюджується з ftp.gnu.org або іншого сайту, який пропонує доступ для всіх.
3. Домашня сторінка пакунка має бути на вебсайті GNU.
4. Розробники мають уважно ставитись до того, щоб їхнє програмне забезпечення було сумісним та працювало з іншими пакунками GNU.
5. Документація має бути у форматі Texinfo або у форматі, який легко конвертувати у Texinfo.
6. Для розширень слід використовувати мову програмування GNU Guile, але в цьому відношенні можливі винятки.
7. Не рекомендувати користувачу  невільне програмне забезпечення, а також  не посилатись на не вільну документацію.
8. Використовувати термінологія GNU, включаючи посилання на системи GNU/Linux і вільне програмне забезпечення в ситуаціях, коли інші оглядачі пишуть Linux і open source.
9. Супроводжувач повинен бути доступним, принаймні іноді, для обговорення проблем у програмному забезпеченні або вирішення проблем із сумісністю.

## Базова система
Офіційного визначення "базової системи" для операційних системи GNU не існує. GNU було створено як альтернативну операційним системам Unix 1980-х років. Будь-яке визначення "базової системи" включало більший набір компонентів. Приведений список є скоріше невеликим набором пакунків GNU які схожі на "основні" компоненти більше ніж інші. Такі питання щодо включення (наприклад такого пакунки як plotutils), і виключення (як наприклад стандартна бібліотека мови C)  це, звичайно дуже дискутовні питання.
| Назва       | Опис | Утиліти що команда надає |      |                                      |      |
| ----------- | --- | --- | ---- | ------------------------------------ | ---- |
| Назва       | Опис | Утиліти що команда надає | bash | GNU командна оболонка сумісна з UNIX | bash |
| coreutils   | основні команди | - fileutils: chgrp, chown, chmod, cp, dd, df, dir, du, ln, ls, mkdir, mkfifo, mknod, mv, rm, та інше. - textutils: cat, cksum, head, tail, md5sum, nl, od, pr, tsort, join, wc, tac, paste, та інше. - shellutils: basename, chroot, date, dirname, echo, env, groups, hostname, nice, nohup, printf, sleep, та інше. |      |                                      |      |
| cpio        | програма для архівування | cpio |      |                                      |      |
| diffutils   | утиліти для порівняння файлів | diff, cmp, diff3, sdiff |      |                                      |      |
| findutils   | утиліти для пошуку файлів | find, locate, updatedb, xargs |      |                                      |      |
| finger      | інформація про користувача | Н/Д |      |                                      |      |
| grep        | пошук рядків (вмісту) в файлах | grep |      |                                      |      |
| groff       | система для обробки текстових документів (GNU roff) | groff |      |                                      |      |
| GRUB        | Завантажувач операційної системи (GRand Unified Bootloader) | grub |      |                                      |      |
| gzip        | утиліта для стиснення (gzip) | gzip |      |                                      |      |
| hurd        | ОС що складається з мікроядра та набору програм-серверів | Н/Д |      |                                      |      |
| inetutils   | Утиліти для роботи за допомогою мережевих протоколів. | ftp, telnet, rsh, rlogin, tftp |      |                                      |      |
| linux-libre | ядро яке базується на модифікованих версіях Linux, в якому видалені компоненти, які мають закритий початковий код, або його код обфускований, або розповсюджується власницькою ліцензією | Н/Д |      |                                      |      |
| plotutils   | набір утиліт для малювання графіків | graph, libplot, libplotter |      |                                      |      |
| readline    | утиліта та бібліотеки для роботи програм, що працюють REPL-режимі | readline |      |                                      |      |
| screen      | термінальний мультіплексор (менеджер віртуальних терміналів) | screen |      |                                      |      |
| sysutils    | системні утиліти для управління користувачами, групами, паролями, оболонками, тощо. | add-shell, chage, chfn, chgroup, chgrpmem, chpasswd, chsh, chuser, cppw, expiry, gpasswd, grpck, gshadow, hwclock, isosize, last, lastlog, login, lsage, lsgroup, lsuser, mkgroup, mkuser, nologin, passwd, pwck, remove-shell, rmgroup, rmuser, setpwnam, vipw, wall, write                                          |      |                                      |      |
| tar         | програма для архівування | tar |      |                                      |      |
| texinfo     | система для роботи з документацією, та перетворення її в інші формати | Н/Д |      |                                      |      |
| time        | програма для визначення скільки комп'ютерного часу використовують інші програми | time |      |                                      |      |

## Розробка програмного забезпечення
Це програмне забезпечення яким користуються програмісти при розробці програмного забезпечення.

### Набір інструментів GNU
- GNU Binutils – містить GNU асемблер (as) і компонувальник GNU (ld)
- GNU Bison – генератор парсерів, призначений для заміни yacc
- GNU build system (autotools) – містить генератори сценарії для складання Autoconf, Automake, Autoheader і Libtool
- GNU Compiler Collection — набір компіляторів з можливістю оптимізувати результат, для різних мов програмування, включаючи C, C++, Fortran, Ada та Java
- GNU Debugger (gdb) – вдосконалений зневаджувач (налагоджувач)
- GNU m4 – макропроцесор мови m4
- GNU make – Програма make для побудови програм.

### Деякі бібліотеки та фреймворки
Ці бібліотеки та програмні каркаси часто використовуються разом з основними інструментами розробки та побудови програм. Щодо бібліотек для графічних застосунків є окремий список Стільниця.
- BFD – бібліотека для роботи з об'єктними файлами
- DotGNU – заміна Microsoft .NET
- GNU C Library (glibc) – POSIX-сумісна стандартна бібліотека C
- GNU Classpath – бібліотеки для Java
- GNU FriBidi – бібліотека, яка для роботи з символами Unicode які пишуться в обидва напрямки (bi-direction, в тому числі з права наліво).
- GNU ease.js – класичний об’єктно-орієнтований програмний каркас для JavaScript
- GNU gettext – бібліотека інтернаціоналізації
- Gnulib – бібліотека для портування, розроблена для використання з системою складання GNU
- GNU libmicrohttpd – HTTP-сервер який можна вбудовувати в інше ПЗ
- GNU lightning – JIT-компіляція для генерування машинних кодів
- GNU oSIP – бібліотека для реалізації  SIP-протоколу для  VoIP
- GNU Portable Threads (pth) – бібліотека для створення багатопотоковості для POSIX-сумісних операційних систем

### Інші компілятори та інтерпретатори
Наступні пакунки містять компілятори та інтерпретатори для мов програмування, окрім тих, що входять до колекції компіляторів GNU.
- CLISP – реалізація ANSI Common Lisp (компілятор, зневаджувач та інтерпретатор)
- Gawk – реалізація GNU awk
- GnuCOBOL – компілятор COBOL
- GNU Common Lisp – реалізація Common Lisp
- GNU Guile - вбудована реалізація для мови програмування Scheme
- GNU MDK – набір розробки для програмування в MIX
- GNU Pascal – компілятор Pascal
- GNU Smalltalk – реалізація ANSI Smalltalk-98 (інтерпретатор і бібліотека класів)
- MIT/GNU Scheme – інтерпретатор, компілятор і бібліотека для мови програмування Scheme, розробленої в MIT
- SmartEiffel – компілятор GNU Eiffel
- Gforth — компілятор GNU Forth

### Інші інструменти розробника
- Data Display Debugger (GNU ddd) – інтерфейс зневаджувача  для кількох зневаджувачів
- GNU arch – розподілена система контролю версій (оголошена застарілою, та заміненою GNU Bazaar)
- GNU AutoGen – інструмент для автоматичного створення коду
- GNU Bazaar – розподілена система контролю версій
- GNU cflow – інструмент, що створює діаграми викликів в C
- GNU cppi – робить відступи у файлах директив препроцесора C, щоб відобразити їх вкладеність
- GNU fontutils[d] – утиліти керування шрифтами
- GNU gperf[d] – генератор ідеальних[4] хеш-функцій
- GNU indent – програма для створення відступів у вихідному коді C та C++
- GNU complexity[d] – вимірює складність вихідного коду C[5]
- GNUnited Nations - програма для перекладу файлів html.[6]

## Додатки для користувача
Програмне забезпечення зазвичай корисне для користувачів, які не займаються розробкою програмного забезпечення.

### Стільниця (Графічний робочий стіл)
Пакунки що надають графічний інтерфейс робочого середовища, менеджери вікон і відповідні графічні бібліотеки.
- GNUstep – реалізація бібліотек Cocoa / OpenStep і засобів розробки для графічних програм
- Window Maker – менеджер вікон для середовища GNUstep

### Загальне адміністрування системи
- GNU Accounting Utils – набір утиліт, що надають статистику щодо користувачів і процесів (last, ac, accton, lastcomm, sa, dump-utmp, dump-acct)
- GNU ddrescue – інструмент для читання та відновлення даних з пошкоджених носіїв
- GNU Emacs – реалізація редактора Emacs
- GNU fcrypt – інструмент для шифрування
- GNU guix – менеджер пакунків
- GNU libextractor – бібліотека та інструмент отримання метаданих з файлів
- GNU Midnight Commander[7] – файловий менеджер з текстовим інтерфейсом, з підтримкою мережевих протоколів
- mtools − набір інструментів для роботи з дискетами MS-DOS та файловими системами FAT.
- GNU nano – текстовий редактор
- GNU parallel – інструмент оболонки для паралельного виконання завдань
- GNU parted – програма для розділення жорсткого диска
- GNU Privacy Guard – заміна шифрування PGP
- GNU Privacy Assistant, графічний інтерфейс для GNU Privacy Guard
- GNU stow – керування встановленням програмних пакетів
- pexec – інструмент командного рядка для паралельного виконання завдань

### База даних
- GnowSys – ядро для обробки семантичних даних (розподілена база знань).
- GNU dbm (GDBM) - база даних ключ-значення
- GNU Ferret – інструмент для проектування ER-діаграм та баз даних SQL

### Наукове програмне забезпечення
- GNU Archimedes – програмне забезпечення для моделювання напівпровідникових пристроїв
- GNU Astronomy Utilities (Gnuastro) – програми та бібліотеки для обробки та аналізу астрономічних даних
- GNU Circuit Analysis Package (Gnucap) – Пакет GNU Circuit Analysis Package - симулятор електронних схем
- GNU datamash[d] – мова програмування та утиліти для статистичних обчислень
- GNU Electric – програмне забезпечення для моделювання електронних систем яке використовується для малювання схем і компонування інтегральних схем
- GNU MCSim – інструмент моделювання та статистичного висновку для систем алгебраїчних або диференціальних рівнянь
- GNU Multi-Precision Library (GMP) – бібліотека для чисельних обчислень довільної точності
- GNU Octave – програма для математичних чисельних обчислень, схожа на MATLAB
- Наукова бібліотека GNU (GSL) – бібліотека числового аналізу.
- GNU Units – утілити перетворення (конвертації) одиниць вимірювань
- R – мова програмування та середовище для статистичних обчислень та малювання графіків
- PSPP – статистична програма, схожа на SPSS
- XaoS – утиліта для побудови фрактальних зображень

### Інтернет
- Dld — редактор динамічних посилань функцій при розробці та побудові ПЗ
- Jami (раніше GNU Ring) – програмне забезпечення для VoIP та відеодзвінків.
- GNU Alexandria – використовує GNU Bayonne для забезпечення електронних даних та послуг для сліпих через телефонну мережу загального користування
- GNU Anubis – частина клієнтської програми для електронної пошти, обробник пошти яку користувач надсилає серверу.
- GNU FM – платформа музичної спільноти, скроблер (прослідковує яку музику слухає користувач, щоб отримувати релевантні пропозиції). Була пов’язана з Libre.fm, з 2023 не підтримується GNU, альтернативою пропонується The Hacienda.[8]
- GNU Mailman – утиліти для керування електронними списками поштових розсилок
- GNU Mailutils – утиліти для роботи з електронною поштою (включає інші реалізації mail, movemail та mh )[9]
- GNU MediaGoblin – децентралізований обмін медіафайлами
- GNU Artanis – програмний каркас для створення веб-додатків
- GNU Social – розподілена соціальна мережа, яка є продовженням StatusNet
- Gnu Sovix – система редагування вебсайтів на основі PHP
- GNU wget – популярна утиліта командного рядку для закачування файлів з Інтернету, або інших протоколів
- GNUnet – децентралізована однорангова комунікаційна мережа, створена для захисту від цензури
- Gnuzilla – версія Mozilla Application Suite, що містить лише вільне програмне забезпечення (включає веб-браузер GNU IceCat )
- GNU Lsh   –  GNU реалізація протоколу Secure Shell (SSH)
- GNU LibreJS – надбудова для браузера, яка виявляє та блокує невільний і нетривіальний JavaScript[10]
- GNU Taler – анонімна електронна платіжна система[11][12]
- GNU Pipo BBS, BBS під загальною публічною ліцензією GNU[13]

### Офісні застосунки
- GNU Aspell – засіб перевірки орфографії, розроблений для заміни Ispell
- GNU gcal – обчислення та друк календарів
- GNU Miscfiles – різні дані, наприклад бази даних, які включають стандартні коди аеропорту, країни та мови
- GNU Typist – застосунок для навчання друку
- Gnumeric – застосунок для роботи з електронними таблицями (сумісна з Microsoft Excel)
- Ocrad – оптичне розпізнавання символів

### Мультимедіа
- 3DLDF – графічний пакет для створення тривимірних технічних малюнків (спеціально для включення в документи TeX )
- Dia – редактор діаграм
- GIMP – програма обробки растрових зображень (схожий на Photoshop )
- Gnash – плагін програвача та браузера для формату файлів Adobe Flash
- GNU LibreDWG – бібліотека для читання та запису файлів .dwg (використовується в програмах САПР )
- GNU LilyPond – програма для створення музики
- Gnu Maverik – програмний каркас для підтримки тривимірного середовища віртуальної реальності з мікроядерною архітектурою
- Gnu Panorama – тривимірний програмний каркас для трасування променів

### Ігри
- GNU Backgammon –  гра в нарди
- GNUbik – реалізація головоломки кубика Рубіка
- GNU Chess – шаховий механізм для використання з glChess, Xboard або подібним
- GNU Go – реалізація гри Go
- GNU Jump – платформер на основі Xjump
- GNU Kart – гоночний симулятор
- GNU Robots – гра для програмістів
- GNU FreeDink — реалізація пригодницької/рольової гри Dink Smallwood
- Liquid War – військова гра

### Бізнес-додатки
- GNU Health – вільна медична та лікарняна інформаційна система
- GNUmed – програмне забезпечення для управління медичними практиками
- GnuCash – програма фінансового обліку
- GNU remotecontrol[14] – веб-додаток для побудови системи та керування пристроями автоматизації
- GNU Foliot – додаток для обліку часу для невеликих організацій[15]
- GNU.FREE -  вільна система голосування, призупинена в 2002 році
- GNUe (GNU Enterprise)  програмне забезпечення для автоматизації інформаційних систем підприємства.

### Шрифти
- GNU FreeFont – сімейство масштабованих векторних шрифтів[16]
- GNU Unifont